# Ivar Wilhelm Hasselblatt
Ivar Wilhelm Hasselblatt, känd som I.W. Hasselblatt, född 20 april 1864 i Vasa, död där 6 oktober 1948, var en finländsk ämbetsman. 
Hasselblatt avlade rättsexamen 1887 och arbetade sedan någon tid som advokat samt som auskultant vid Vasa hovrätt. Han utsågs 1899 till borgmästare i Vasa och verkade på denna post fram till 1914, då han avskedades av de ryska myndigheterna och fick tillbringa två och halvt år i Sibirien. Efter ryska revolutionen kunde han återvända till hemstaden, där han fick en hjältes mottagande och tjänstgjorde som borgmästare i ytterligare nästan fyra decennier. Han skildrade förvisningsåren i boken Förvisad till Sibirien (1917).